# Barbara Stettner-Stefańska
Pour les articles homonymes, voir Stettner et Stefańska.
 (janvier 2024).
La mise en forme du texte ne suit pas les recommandations de Wikipédia : il faut le « wikifier ».
Les points d'amélioration suivants sont les cas les plus fréquents. Le détail des points à revoir est peut-être précisé sur la page de discussion.
- Les titres sont pré-formatés par le logiciel. Ils ne sont ni en capitales, ni en gras.
- Le texte ne doit pas être écrit en capitales (les noms de famille non plus), ni en gras, ni en italique, ni en « petit »…
- Le gras n'est utilisé que pour surligner le titre de l'article dans l'introduction, une seule fois.
- L'italique est rarement utilisé : mots en langue étrangère, titres d'œuvres, noms de bateaux, etc.
- Les citations ne sont pas en italique mais en corps de texte normal. Elles sont entourées par des guillemets français : « et ».
- Les listes à puces sont à éviter, des paragraphes rédigés étant largement préférés. Les tableaux sont à réserver à la présentation de données structurées (résultats, etc.).
- Les appels de note de bas de page (petits chiffres en exposant, introduits par l'outil «  Source ») sont à placer entre la fin de phrase et le point final[comme ça].
- Les liens internes (vers d'autres articles de Wikipédia) sont à choisir avec parcimonie. Créez des liens vers des articles approfondissant le sujet. Les termes génériques sans rapport avec le sujet sont à éviter, ainsi que les répétitions de liens vers un même terme.
- Les liens externes sont à placer uniquement dans une section « Liens externes », à la fin de l'article. Ces liens sont à choisir avec parcimonie suivant les règles définies. Si un lien sert de source à l'article, son insertion dans le texte est à faire par les notes de bas de page.
- La présentation des références doit suivre les conventions bibliographiques. Il est recommandé d'utiliser les modèles {{Ouvrage}}, {{Chapitre}}, {{Article}}, {{Lien web}} et/ou {{Bibliographie}}. Le mode d'édition visuel peut mettre en forme automatiquement les références.
- Insérer une infobox (cadre d'informations à droite) n'est pas obligatoire pour parachever la mise en page.

Pour une aide détaillée, merci de consulter Aide:Wikification.
Si vous pensez que ces points ont été résolus, vous pouvez retirer ce bandeau et améliorer la mise en forme d'un autre article.
 (janvier 2024).
Barbara Stettner-Stefańska (née Barbara Zygmunta Stettner le 1er avril 1945 à Nowy Sącz en Pologne) est journaliste polonaise, et auteur de livres; elle impliqué dans la promotion du patrimoine culturel polonais en France.

## Biographie
Elle est la fille de Zygmunt Stettner (1912-1944) - un soldat de l'Armée intérieure du groupe "Kryska" (pseudonyme: "Góral"), décédé avant sa naissance lors de l'insurrection de Varsovie, alors qu'il tentait de neutraliser un Goliath allemand au 12 rue Rozbrat à Varsovie, et Maria Kunicka (1909-1996). Elle est née à Nowy Sącz, où - pour des raisons de sécurité - sa mère et sa sœur aînée, Alicja (1938-2014; mariée à Materska), ont séjourné temporairement après avoir quitté Varsovie occupée.
Après avoir obtenu son diplôme de la 19e école secondaire du nom Insurgés de Varsovie, dans les années 1963-1968 elle a étudié à la Faculté d'études polonaises de l'Université de Varsovie (elle a préparé son mémoire sous la direction du professeur Stefan Żółkiewski).
Dans les années 1973-1991, elle a été journaliste au magazine touristique illustré IMT "Światowid", puis elle a travaillé au Centre de recherche sur les traditions anciennes (OBTA) de l'Université de Varsovie. Après sa retraite, elle a travaillé à temps partiel à l'Institut du patrimoine national, créé par le ministre de la Culture et du Patrimoine national de l'époque, Kazimierz Michał Ujazdowski, pour rechercher et diffuser la culture polonaise, où, entre autres, a participé aux célébrations du 180e anniversaire. anniversaire de la naissance de Cyprian Kamil Norwid à Paris (ses reportages ont été diffusés sur Radio France Internationale) et apport de terre au Wawel depuis le lieu de sépulture présumé du poète au Cimetière des Champeaux de Montmorency.

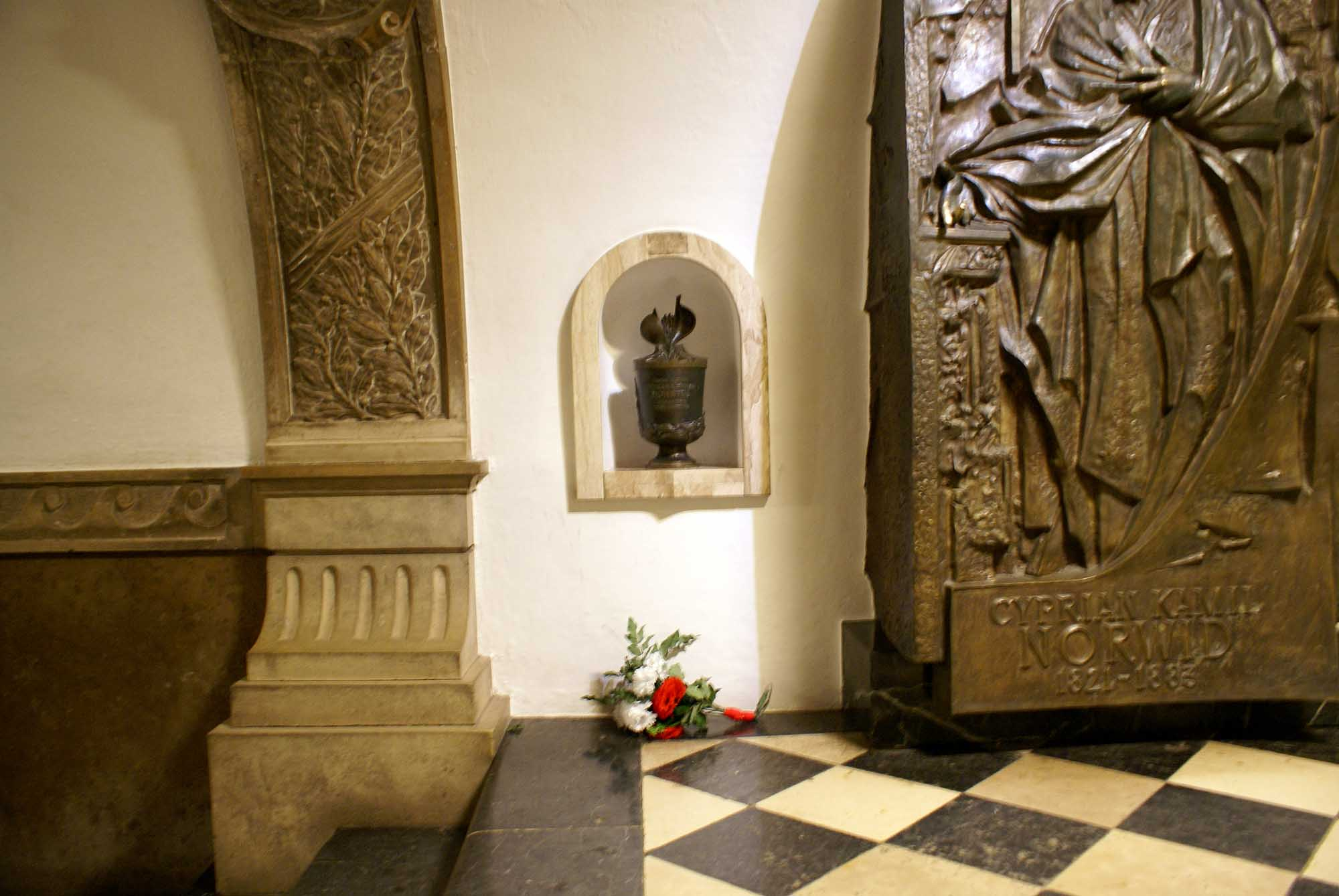
Fragment de la planche épitaphe de Cyprian Kamil Norwid et une urne avec de la terre provenant de sa tombe; Crypte des bardes nationaux au château du Wawel à Cracovie, en Pologne (2011)

Il s'agit, entre autres, auteur de publications de presse et de livres consacrés à la France et à Paris, combinant un guide avec une description historique et essayistique des études franco-polonaises.
Elle a publié, entre autres: y compris dans "IMT Światowid", "Rzeczpospolita", "Poznaj swój kraj" ("Apprenez à connaître votre pays") et le parisien "Głos Katolicki" ("Voix catholique"). Elle œuvre à la sauvegarde et à la promotion du patrimoine culturel polonais en France, en établissant des contacts avec l'Association des anciens combattants polonais et de leurs familles en France et d'autres organisations et personnes impliquées dans la commémoration des traces polonaises sur la Seine. Elle était, entre autres, co-organisateur de l'exposition SPK «Le prix de la liberté. Les Polonais sur les fronts de la Seconde Guerre mondiale», présentée dans divers lieux en France. Elle a coopéré avec le prêtre Witold Kiedrowski (1912-2012) - militant pour l'émigration en France, président de l'Association des anciens combattants polonais et de leurs familles en France, aumônier et prélat honoraire de la pape et chanoine de l'aumônerie militaire polonaise, entreprenant, entre autres, préparer un livre pour le centenaire de sa naissance (en raison du décès du prêtre, la publication est devenue un album commémoratif),.
En 2001, elle a reçu l'insigne du ministère polonais de la Culture "Activiste culturel mérité" ("Zasłużony działacz kultury") pour commémorer Cyprian Kamil Norwid dans le cadre de la célébration du 180e anniversaire de sa naissance en Pologne, en France et en Italie.

## Vie privée

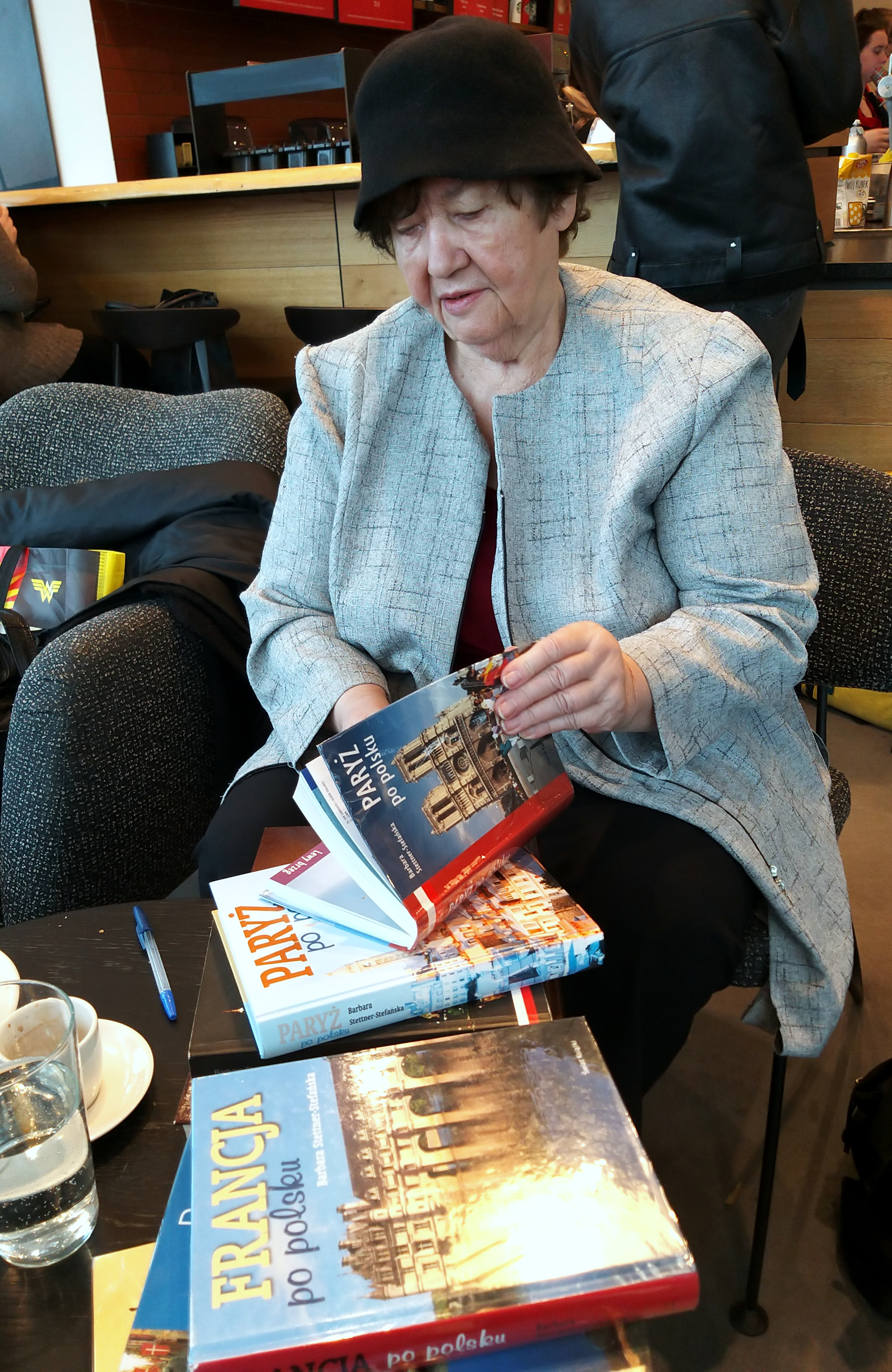
Barbara Stettner-Stefańska avec ses livres: Paris en polonais (2001, 2005) et La France en polonais (2008) - Varsovie, le 29 décembre 2023

Son mari, Andrzej Stefański (1942-2008), était journaliste à l'agence de presse polonaise PAP, spécialisé dans les sports, membre du comité de rédaction du magazine "Polska Piłka" (publié par Fédération polonaise de football PZPN), membre du conseil d'administration de Fédération polonaise de hockey sur glace. Elle a deux enfants: sa fille Anna et son fils Marcin.
Elle vit à Varsovie, à Praga-Północ.

### Livres
- Paris en polonais (Paryż po polsku; guide touristique et historique; photographies de l'auteur et Marek Świątkiewicz; Bertelsmann Media Publishing Group - Horyzont, Varsovie 2001,  (ISBN 8373111476); deuxième édition: Świat Książki – Bertelsmann Media, Varsovie 2005,  (ISBN 8373918086); troisième édition mise à jour et complétée: Goldruk Wojciech Golachowski, Nowy Sącz 2008,  (ISBN 9788324704262));
- Un voyage à travers les pays de l'Union européenne (Podróż po krajach Unii Europejskiej; co-auteur; avec Liliana Olchowik-Adamowska et Tomasz Ławecki; Świat Książki – Bertelsmann Media, Varsovie 2004,  (ISBN 8373913912));
- La France en polonais (Francja po polsku; guide touristique et historique; photographies de l'auteur et Marek Świątkiewicz; Świat Książki - Bertelsmann Media, Varsovie 2008,  (ISBN 8373918086));
- Les vacances avec Talleyrand (Wakacje z Talleyrandem; roman; Goldruk Wojciech Golachowski, Nowy Sącz 2008,  (ISBN 9788360900680)).

### Ouvrages éditoriaux, études, participation à des ouvrages collectifs (sélection)
- Stefan Gaspary, Maisons d'édition musicales dans la librairie (Wydawnictwa muzyczne w księgarni;guide; auteur de l'étude du neuvième chapitre; Zjednoczenie Księgarstwa "Dom Książki", Varsovie 1972);
- Journée Slowacki à Paris à l'occasion du 150ème anniversaire de la mort du poète (Dni Słowackiego w Paryżu w 150 rocznicę śmierci poety. 23–25 października 1999; co-auteur de l'étude, avec Tomasz Stróżyński; Mission catholique polonaise en France, Paris 1999);
- Jan Kochanowski parmi les points d'interrogation (Jan Kochanowski wśród znaków zapytania) à: Małgorzata Jas, Piotr Zbróg, Janusz Detka, Aventure avec lecture. Manuel d'éducation littéraire et culturelle. Lycée, 1re année (Przygoda z czytaniem. Podręcznik do kształcenia literacko-kulturowego. Gimnazjum, klasa 1; texte dans un ouvrage collectif, pp. 206-211 ; "MAC Edukacja", Kielce 2001,  (ISBN 8373150773));
- Calendrier des célébrations du 180e anniversaire de la naissance de Cyprian Norwid (Kalendarium obchodów 180 rocznicy urodzin Cypriana Norwida) à: Norwid sans-abri. À l'occasion du 180e anniversaire de la naissance du poète (Norwid Bezdomny. W 180 rocznicę urodzin poety; co-auteur du texte et des photographies; éditeur Jacek Kopciński; autres auteurs des photos: Marek Świątkiewicz, Bartłomiej Zborowski, Servizio Fotografico de "L'Osservatore Romano" ; autres auteurs des textes: Jerzy Buzek, Ryszard Legutko, Stefan Sawicki, Tymoteusz Karpowicz, Alina Merdas RSCJ, Kazimierz Braun, le prêtre Antoni Dunajski, Zofia Trojanowiczowa, Michał Masłowski, Wojciech Bonowicz, Aleksander Fiut, Jacek Salij OP, Jadwiga Puzynina, Tomasz Łubieński; Institut du patrimoine national - Maison d'édition "Bellona", Varsovie 2002,  (ISBN 8311095043));
- Maison nommée d'après Anna et Stanisław Kozłowski à La Ferté sous Jouarre. La Mission catholique polonaise en France vous invite (Dom im. Anny i Stanisława Kozłowskich w La Ferté sous Jouarre. Polska Misja Katolicka we Francji zaprasza; auteur du texte; Mission catholique polonaise en France, Paris 2008);
- Maison de la Mission catholique polonaise Saint Maksymilian Kolbe "Bellevue" à Lourdes. La Mission catholique polonaise en France vous invite (Dom Polskiej Misji Katolickiej im. św. Maksymiliana Kolbego "Bellevue" w Lourdes. Polska Misja Katolicka we Francji zaprasza; auteur du texte; Mission catholique polonaise en France, Paris 2008);
- Maison de Saint Jack en Corse. La Mission catholique polonaise en France vous invite (Dom św. Jacka na Korsyce. Polska Misja Katolicka we Francji zaprasza; auteur du texte; Mission catholique polonaise en France, Paris 2008);
- Villa "La Vistule" à Dinard. La Mission catholique polonaise en France vous invite (Willa "La Vistule" w Dinard. Polska Misja Katolicka we Francji zaprasza; auteur du texte; Mission catholique polonaise en France, Paris 2008);

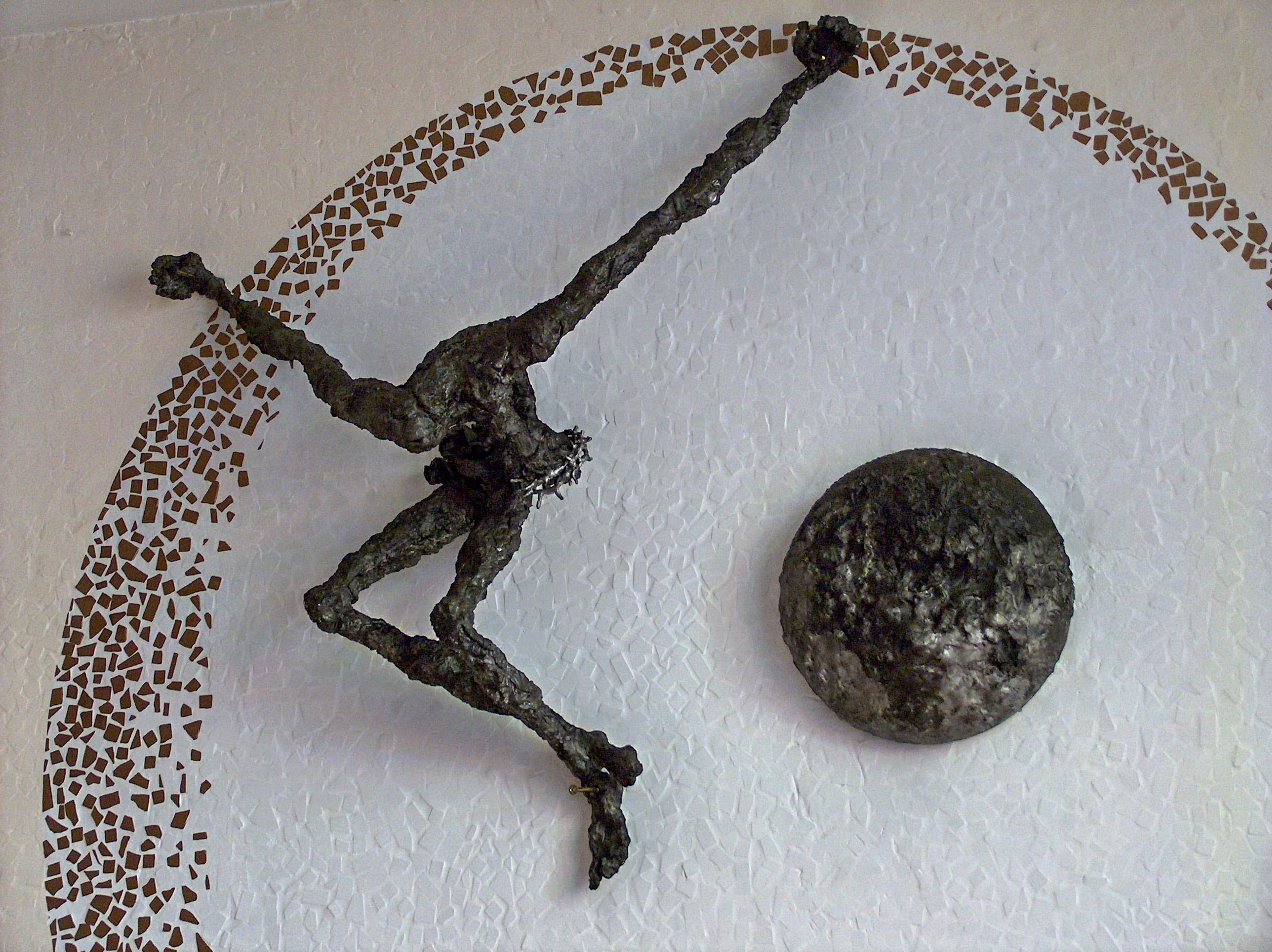
Sculptures de Witold Urbanowicz SAC, décrit dans l'un des livres de Barbara Stettner-Stefańska - une chapelle à Osny près de Paris (2006)

- Witold Urbanowicz. Artysta nienasycony / Witold Urbanowicz. Artiste irrassassié (album; rédacteur en chef; traduction en français par Maria Rodowicz, coopération avec Gérard Guillaume; Ministère de la Culture et du Patrimoine national - Département du patrimoine culturel, Varsovie 2011,  (ISBN 9788392922735));
- Les modes de vie de Witold Kiedrowski, prêtre et soldat (Drogami życia Witolda Kiedrowskiego, kapłana i żołnierza) à: Prêtre général Witold Kiedrowski (1912-2012) (Ksiądz infułat generał Witold Kiedrowski (1912–2012); album monographique; rédacteur en chef, co-auteur du texte et des photographies, auteur de la conception graphique; comprend également le texte de Danuta Olesiuk Messages de Majdanek / Grypsy z Majdanka; éditeur: Justyna Maluga; traduction en français Joanna Posyłek; Association des anciens combattants polonais et de leurs familles en France Conseil national - Edition "Bernardinum", Paris - Pelplin 2013,  (ISBN 9788378231448));
- À propos de Witek (O Witku) à: Witold Urbanowicz (album - catalogue d'exposition du Musée Régional de Suwałki, 2 juin - 30 septembre 2017; publication en polonais et en français; co-auteur; concept, rédactrice en chef Eliza Ptaszyńska; Musée Régional de Suwałki 2017,  (ISBN 9788361494416)).